# Murfeld
Murfeld – dawna gmina w Austrii, w kraju związkowym Styria, w powiecie Südoststeiermark. Według danych Austriackiego Urzędu Statystycznego liczyła 1655 mieszkańców (1 stycznia 2015). 1 stycznia 2020 została zlikwidowana, 5,60 km² przyłączono do gminy targowej Sankt Veit in der Südsteiermark a pozostałe 18,61 km² do gminy targowej Straß in Steiermark w powiecie Leibnitz.